# بیناب (زنجان)
بیناب (دیگر نام‌ها: بناب، بیناب‌آباد، بناب و بنیه آب) یک روستا در ایران است که در بخش مرکزی شهرستان زنجان واقع شده‌است.